# 蓝枕裸鼻雀
蓝枕裸鼻雀（学名：Sporathraupis cyanocephala），是雀形目唐纳雀科的一种鸟类，属于单型的蓝枕裸鼻雀属（学名：Sporathraupis）。
蓝枕裸鼻雀体重约36克，翼长约85.8毫米，喙宽度约6毫米，喙厚度约6.7毫米，嘴峰长约17毫米，跗蹠长约24毫米，尾长约80.6毫米。
蓝枕裸鼻雀是留鸟，栖息在森林，它们是植食性动物，主要以植物的果实为食。分布在厄瓜多尔、秘鲁、玻利维亚、哥伦比亚、委内瑞拉、特立尼达和多巴哥。